# Niphecyra rufolineata
Niphecyra rufolineata är en skalbaggsart som först beskrevs av Max Quedenfeldt 1888.  Niphecyra rufolineata ingår i släktet Niphecyra och familjen långhorningar.
Artens utbredningsområde är Angola. Inga underarter finns listade i Catalogue of Life.